# 1999 في جنوب إفريقيا
فيما يلي قوائم الأحداث التي وقعت خلال عام 1999 في جنوب أفريقيا.

## سياسة

### تعيين في المنصب
- 1 يناير – توني ليون Leader of the Opposition (South Africa) [الإنجليزية]‏.
- 14 يونيو – تابو إيمبيكي رئيس جنوب أفريقيا.
- 14 يونيو – جاكوب زوما نائب رئيس جنوب أفريقيا [الإنجليزية]‏.

### انتهاء فترة المنصب
- 14 يونيو – تابو إيمبيكي نائب رئيس جنوب أفريقيا [الإنجليزية]‏.
- 14 يونيو – غراسا ماشيل السيدة الأولى لجنوب أفريقيا [الإنجليزية]‏.
- 14 يونيو – نكوسازانا دلاميني زوما وزير الصحة [الإنجليزية]‏.
- 14 يونيو – نيلسون مانديلا رئيس جنوب أفريقيا.
- 15 يونيو – أيفي ماتسيبي رئيس حكومة الولاية الحرة [الإنجليزية]‏.

## رياضة
- 1 يناير – جائزة جنوب أفريقيا الكبرى للدراجات النارية 1999

## ظهور
- 1 يناير – سيذر

## برامج ومسلسلات وأنمي
- إيغولي: مكان الذهب

## مواليد

### مايو
- 13 مايو – شيلدون فان دير ليند

## وفيات

### مارس
- 2 مارس – ليزلي كود (مواليد 1908) عالم نبات جنوب أفريقي.

### مايو
- 13 مايو – باول أ. د. دي مين (مواليد 1924) كيميائي أمريكي.